# Windows Media Player
Windows Media Player è un software gratuito della famiglia dei lettori multimediali che riproduce file audio e video su personal computer con sistemi operativi Microsoft Windows. 
Viene fornito incluso nel sistema operativo Windows; tuttavia le release più recenti richiedono l'installazione delle ultime versioni del sistema operativo. Microsoft ha successivamente distribuito versioni anche per altri sistemi operativi, fra cui: Pocket PC, Mac OS e Solaris, ma tali versioni sono meno complete di quelle per Windows, supportano meno formati di file e vengono aggiornate meno frequentemente. I formati di file supportati dalla versione base sono: Windows Media Video (WMV), Windows Media Audio (WMA), e Advanced Systems Format (ASF).

## Storia
Venne creato nel 1997 dall'unione di due applicazioni della Microsoft per il suo sistema operativo, ovvero il lettore multimediale (che si limitava a riprodurre file audio e video) e il lettore CD (che riproduceva e copiava brani musicali su CD), consentendo di copiare brani musicali su CD, sincronizzare il contenuto del PC con un lettore MP3 e acquistare musica da uno dei tanti siti di vendita online. A partire dalla versione 7 cambiò interfaccia, in funzione dell'interfaccia grafica dell'ultima edizione di Windows.
Su Windows XP Service Pack 2 viene rilasciato come aggiornamento nella versione 11. Versione preinstallata su Windows Vista.
Nel marzo 2004 la Commissione europea ha multato Microsoft di 497 milioni di euro e le ha imposto di fornire una versione di Windows senza Windows Media Player, accusandola di aver violato le leggi antitrust dell'Unione europea, sfruttando la propria posizione semi-monopolistica nel mercato dei sistemi operativi per PC per estenderla anche ai mercati dei sistemi operativi per server aziendali e dei software per riproduzione di file multimediali. Microsoft ha opposto ricorso contro questa sanzione, e nel frattempo, distribuirà di ogni sistema operativo la versione N, versione senza Windows Media Player indirizzata al mercato europeo, con l'affermazione da parte dell'azienda statunitense che sarà comunque possibile installare il riproduttore multimediale separatamente.
Su Windows 7 e successivi è preinstallato con la versione 12.
Nel novembre del 2021 Microsoft ha iniziato a testare una prima versione di Windows Media Player concepita per il rilascio attraverso il Microsoft Store. Il rilascio è avvenuto primariamente nel canale DEV del programma Windows Insider, successivamente non vi sono notizie ufficiali in merito il rilascio della versione definitiva dello strumento multimediale.
Su Windows 11 viene fornito nella versione 12 come funzionalità facoltativa da scaricare, tramite l'app Impostazioni.

## Formati file supportati
I formati di file ufficialmente supportati sono:
- Advanced Systems Format (.asf, .wma, .wmv)
- Advanced Audio Coding (.aac,.adt, .adts)
- Waveform Audio File Format (.wav)
- Audio Video Interleave (.avi)
- Audio Interchange File Format (.aif, .aifc, .aiff)
- CD audio (.cda)
- Indeo Video (.ivf)
- Free Lossless Audio Codec (.flac)
- File audio .au (.au, .snd)
- Microsoft Digital Video Recording (.dvr-ms)
- MPEG-1 (.mpg, .mpeg, .m1v, .mp2, .mp3, .mpa, .mpe, .m3u)
- Musical Instrument Digital Interface (.mid, .midi, .rmi)
- MPEG-4 Part 14 (.m4a, mp4, .m4v, .mp4v)
- MPEG-2 (.mpe)
- QuickTime File Format (.mov)
- Third Generation Partnership Project (3g2, .3gp2, .3gp, .3gpp)
- Windows Metafile (.asx, .wax, .wvx, .wmx, wpl)
- Windows Media Video (.wmv)
- Windows Media Audio (.asf, .wma, .wmv, .wm)
- Windows Media Download Package (.wmd)

## Principali versioni

Windows Media Player 6.4

- ottobre 1997 - Windows Media Player 6.1 per Windows 95 e Windows NT 4.0.
- 25 giugno 1998 - Windows Media Player 6.1 per Windows 98 fornito insieme al sistema operativo.
- 29 aprile 1999 - Windows Media Player 6.4 per Windows 95, Windows 98 e Windows NT 4.0.
- 10 gennaio 2000 - Windows Media Player 7 per Windows 98 e Windows 2000.
- 13 luglio 2000 - Windows Media Player 6.3 per Mac OS
- 17 luglio 2000 - Windows Media Player 6.3 per Solaris
- 14 settembre 2000 - Windows Media Player 7.0 per Windows Me fornito insieme al sistema operativo.
- 12 dicembre 2000 - Windows Media Player 7 per Pocket PC
- 24 luglio 2001 - Windows Media Player 7.0.1 per Mac OS
- 25 ottobre 2001 - Windows Media Player 8 per Windows XP fornito insieme al sistema operativo.
- 12 dicembre 2001 - Windows Media Player 7.1 per Mac OS.
- 30 settembre 2002 - Windows Media Player 9 per Windows 98 SE, Windows 2000 e Windows Me (con edizione dedicata a Windows XP).
- 5 marzo 2003 - Windows Media Player 9 per Pocket PC
- 21 giugno 2003 - Windows Media Player 9 per Windows XP.
- 9 luglio 2003 - Windows Media Player 9 per macOS.
- 30 agosto 2004 - Windows Media Player 10 per Windows XP fornito insieme a Windows XP Media Center Edition.
- 22 ottobre 2004 - Windows Media Player 10 Mobile per Pocket PC.
- 17 maggio 2006 - Windows Media Player 11 beta per Windows XP.
- 1º settembre 2006 - Windows Media Player 11 beta 2 per Windows XP.
- 30 ottobre 2006 - Windows Media Player 11 per Windows XP e Windows Vista, fornito insieme a quest'ultimo.
- 6 maggio 2009 - Windows Media Player 12 (versione preliminare 12.0.7100.0) per Windows 7 fornito insieme al sistema operativo.
- 27 luglio 2009 - Windows Media Player 12 per Windows 7 fornito insieme al sistema operativo.
- 26 ottobre 2012 - Windows Media Player 12 per Windows 8 fornito insieme al sistema operativo.
- 17 ottobre 2013 - Windows Media Player 12 per Windows 8.1 fornito insieme al sistema operativo.
- 29 luglio 2015 - Windows Media Player 12 per Windows 10 fornito insieme al sistema operativo.
- 24 giugno 2021 - Windows Media Player 12 per Windows 11 fornito insieme al sistema operativo.

## Galleria d'immagini

Schermata di Windows Media Player 7
Schermata di Windows Media Player 9
Schermata di Windows Media Player 10
Schermata di Windows Media Player 11

## Programmi alternativi
Fra i concorrenti di Windows Media Player vi sono:
- Media Player Classic sviluppato da Gabest
- RealPlayer della RealNetworks
- QuickTime e iTunes della Apple
- Winamp della Nullsoft
- VLC media player della VideoLAN